# Pseudodictyosporium wauense
Pseudodictyosporium wauense är en svampart som beskrevs av Matsush. 1971. Pseudodictyosporium wauense ingår i släktet Pseudodictyosporium och familjen Massarinaceae.   Inga underarter finns listade i Catalogue of Life.